# Alicja Żbikowska
Alicja Żbikowska, coniugata Michalak (Danzica, 22 giugno 1950), è un'ex cestista polacca.

## Carriera
Con la Polonia ha disputato due edizioni dei Campionati europei (1972, 1974).